# Без маска и грим
„Без маска и грим“ е дуетен албум на българската поп и кънтри певица Росица Кирилова и поп певеца Панайот Панайотов. Издаден е на аудиокасета през 1995 г. от „Рива Саунд“ под каталожен номер RS-0210. Албумът е издаден и като видео касета с живи изпълнения на двамата певци.

## Песни
1. „Тъги мои“ (2:47)
2. „Да си простим“ (4:01)
3. „Без маска и грим“ (2:58)
4. „Сенки“ (3:47)
5. „Chi Sara“ (3:50)
6. „На сърце ми лежи“ (3:04)
7. „За целувки и любов“ (2:57)
8. „Любовта ни“ (3:23)
9. „Алтъна“ (3:32)
10. „Зодия Овен“ (2:08)
11. „13 storia d'oggi“ (4:26)
12. „Магдалена“ (4:01)
13. „Години отлетели“ (4.40)